# Палац Штернберг
48°12′00″ пн. ш. 16°23′16″ сх. д. / 48.19993° пн. ш. 16.387822° сх. д.

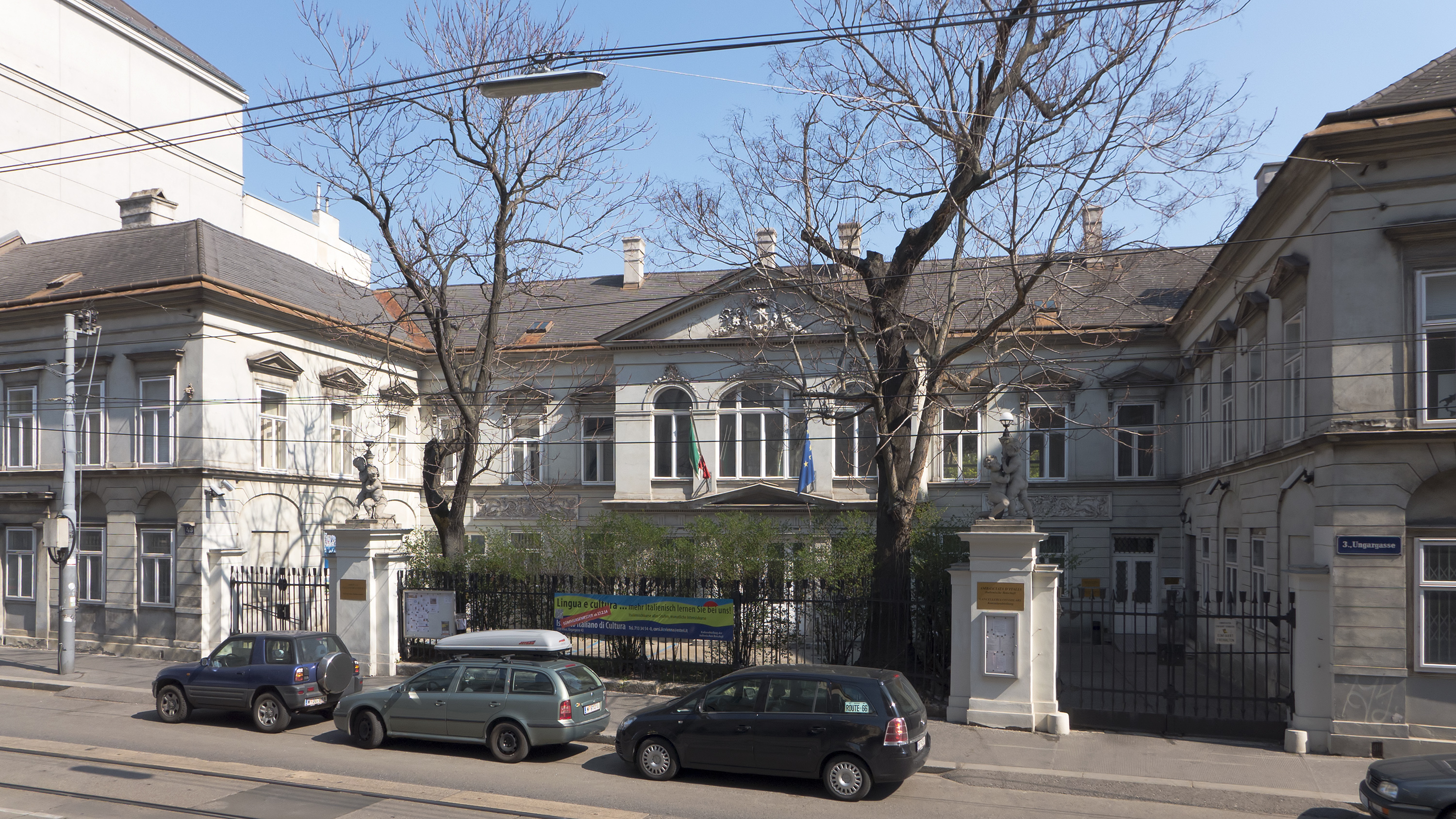
Палац Штернберг

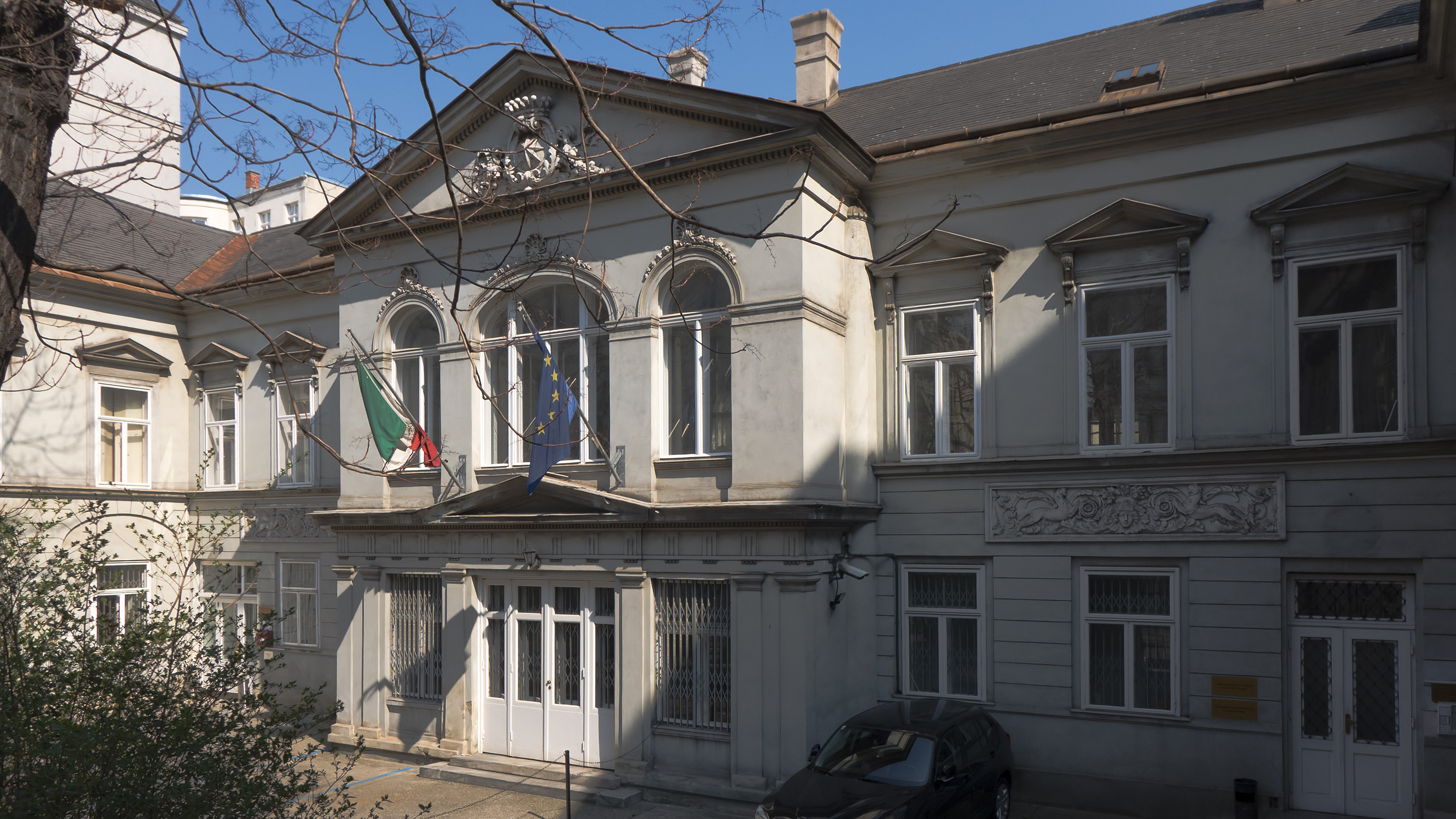
Італійський культурний інститут

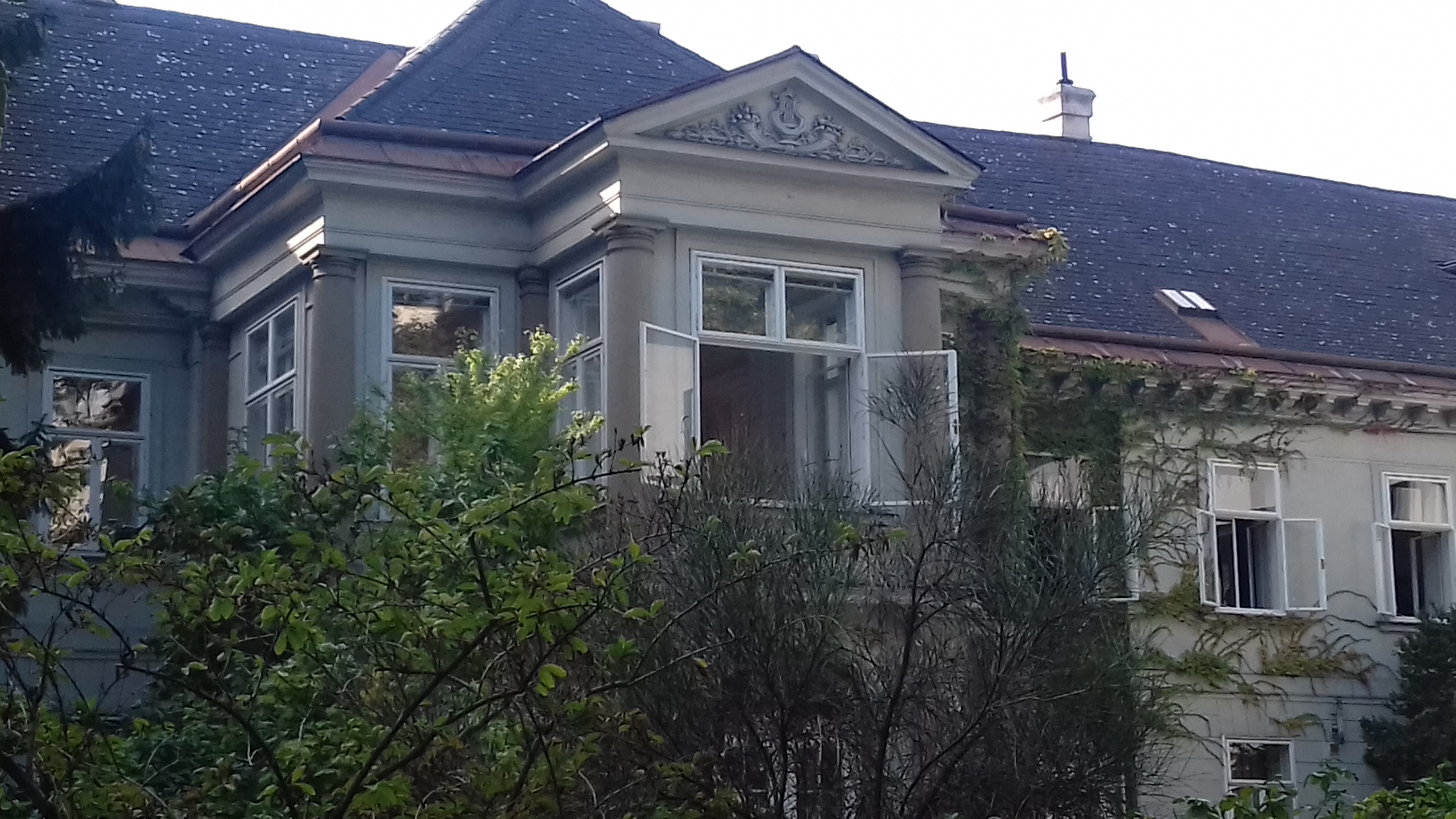
Садовий фасад

Палац Штернберга — палац у третьому районі Відня Ландштрассе за адресою Ungargasse 43. Трохи віддалений від вулиці, це єдиний збережений палац на Унгаргассе.

## Історія
Палац Штернберг був побудований як класичний приміський палац з 1820 по 1821 рік, а дизайн приписується паризькому архітектору Шарлю де Моро. Виконавчим будівельником був Карл Еманн. У 1870 році богемська дворянська родина Штернберг придбала палац і дала йому теперішню назву та зірку в гербі на головному фасаді.
У 1930-х роках палац Штернберг перейшов у власність італійської держави. Сьогодні в ньому розміщено консульство Італії та Італійський культурний інститут.

## Веб-посилання
- Італійський культурний інститут Відня - Історія
- Palais Sternberg. в: burgen-austria.com. приватний веб-сайт Мартіна Хаммерла; отримано 1. Січня 1900 року

48.1999316.387822Koordinaten: 48° 11′ 59,7″ N, 16° 23′ 16,2″ O
1. 1 2  archINFORM — 1994.